# Quintus Asconius Pedianus
Quintus Asconius Pedianus var en lærd latinsk forfatter fra 1. århundrede e.Kr. Han skrev en række værker, hvoraf kun fem kommentarer til et udvalg af Marcus Tullius Ciceros taler er overleveret til i dag. Moderne filologer og historikere mener, at Asconius er den mest pålidelige kommentator blandt de antikke og efterantikke kommentatorer til Ciceros taler. Derfor er Asconius' kommentarer en vigtig kilde bl.a. til den romerske republiks historie. Fra den tidlige middelalder er der sammen med Asconius' kommentarer også overleveret en anden kommentar, der af moderne filologer bliver anset for at være skrevet af Pseudo-Asconius. Sammenlignet med andre antikke forfattere fra samme periode har interessen for Asconius været begrænset i forhold til udgivelser og oversættelser.

## Asconius' liv
Der er ikke overleveret mange oplysninger om Asconius' liv. De få oplysningerne, vi har, er oplysninger, man kan udlede fra kommentarerne selv eller fra omtale af Asconius i andre tekster. Omtalerne af Asconius er overleveret tilfældigt og spredt på mange forskellige tekststeder i den antikke litteratur. Den mest opfattende samling af referencer til Asconius finder man hos Clark.

### Fødsels- og dødsår
I Hieronymus' Verdenskrønike (Chronicon (en)) under året 76 e.Kr. står der følgende om Asconius:
| Quintus Asconius Pedianus anses for at være en glimrende historieskriver, som i en alder af 73 år mistede synet. Han levede yderligere 12 år i den største hæder. | Q. Asconius Pedianus scriptor historicus clarus habetur, qui LXXIII aetatis suae anno captus luminibus, XII postea annis in summo honore consenescit. |

Hieronymus har sine oplysninger fra Svetons værk Om berømte mænd (De viris illustribus), og det er derfor forholdsvis sikkert at udlede, at Asconius blev født i 9 f.Kr., blev blind i 64 e.Kr. og døde i 76 e.Kr. Dog skal man være opmærksom på, at Asconius' blindhed kan være produkt af en mytedannelse om forfatteren, en form for litterær konvention.

### Fødested
Asconius er sandsynligvis født i eller ved Patavium, nutidens Padova i Italien. Han betegner nemlig historikeren Livius som "vores".  Det indikerer et slægtskab fx at de kom fra samme by.

### Social placering
Asconius demonstrerer i kommentarerne et grundigt indblik i romersk politik på Ciceros tid. Det er derfor sandsynligt, at Asconius selv var fra senator- eller ridderstanden. To tekststeder understøtter yderligere, at Asconius var en del af de øverste kredse i Rom, idet han havde kontakter til andre senatorer.
1) I det middelalderlige byzantinske leksikon Suda optræder Asconius, og her hedder det om ham:
| De to konsuler var [Quintus] Junius Blaesus og Lucius [Antistius Vetus]. Da Blaesus var blevet inviteret til fest, tog han Asconius Pedianus med som en uindbudt ledsager. Det var nemlig tilladt, at inviterede gæstede kunne invitere en slags skygger af dem selv med. | ὑπάτω δὲ ἤστην Ἰούνιος Βλαῖσος καὶ Λεύκιος: ὁ τοίνυν Βλαῖσος ἐπὶ τὴν θοίνην κληθεὶς οἷον ἐφολκίδα ἄκλητον ἐπάγεται Ἀσκώνιον Παιδιανό. |

Junius Blaesus og Lucius Lucius Antistius Vetus var konsuler i år 28 e.Kr.
2) Et andet tekststed er fra Servius'  (en) kommentar til Vergils 4. ekloge:
| Asconius Pedianus anfører, at han selv havde hørt fra Gallus, at denne ekloge [4. ekloge] var blevet skrevet til Gallus’ ære. | Asconius Pedianus a Gallo audisse se refert, hanc eclogam in honorem eius factam. |

Denne Gallus er Gajus Asinius Gallus. Han var senator under kejser Tiberius og døde i 33 e.Kr.

## Asconius' kommentarer
Der er i alt overleveret fem kommentarer af Asconius til følgende taler af Cicero:
- Talen mod Piso (In Pisonem)
- Forsvarstalen for Scarus (Pro Scauro)
- Forsvarstalen for Milo (Pro Milone (en))
- Forsvarstalen for Cornelius (Pro Cornelio)
- Valgtalen i Senatet (In toga candida (en))
Dog er det usikkert, om Asconius' kommentarer er overleveret i deres helhed. Af de fem oprindelige taler, som Cicero holdt, er det kun Forsvarstalen for Milo (Pro Milone), der er overleveret fuldstændigt. De øvrige af Ciceros taler er mere eller mindre fragmentarisk overleveret. I flere tilfælde er citaterne hos Asconius den eneste mulighed for at læse en del af den oprindelige tale.

### Kommentarernes datering
Ud fra de oplysninger man kan finde i kommentarerne, kan de dateres til perioden 54-57 e.Kr. I Forsvarstalen for Scaurus (Pro Scauro) skriver Asconius følgende om ejerskabet til et bestemt hus:
| Nu ejes huset af Largus Caecina, som havde været konsul sammen med Claudius. | Possidet eam nunc Largus Caecina qui consul fuit cum Claudio. |

Den omtalte Claudius er kejser Claudius (10 f.Kr.-54 e.Kr.), som i år 42 e.Kr. var konsul sammen med Largus Caecina. På det tidspunkt hvor Asconius skrev kommentaren, må kejser Claudius være død pga. den manglende kejsertitel. Normalt ville en afdød kejser så blive omtalt som "guddommelig". Men efter kejserens død fratog den nye kejser, kejser Nero, og det romerske senat den afdøde kejser alle hans titler. Den nævnte Largus Caecina står opført som medlem af præstekollegiet Fratres Arvales (en) indtil år 57, hvilket skyldes, at han døde det år.

### Kommentarernes opbygning og indhold
Asconius' kommentarer begynder med en redegørelse af forløbet op til selve talen, kaldet argumentum på latin. Herefter kommer selve kommentardelen enarratio. Den består af citater fra talen, såkaldte lemmata, og Asconius' kommentar hertil. Der er ikke nogen tvivl om, at det har været nødvendigt at have Ciceros tale liggende ved siden af, imens man læste Asconius' kommentar. Asconius angiver, hvor i talen han kommenterer ved at angive hvor mange linjer, han er fra bogrullens begyndelse eller slutningen. Endelig slutter kommentaren af med en redegørelse for retssagens udfald, der ikke bærer nogen overskift.
Hovedparten af kommentarerne handler om den historiske baggrund for talerne og giver forklaringer på juridiske og politiske elementer, hvilket gør kommentarerne til en vigtig kilde til den romerske republiks politiske historie. Men Asconius berører et væld af emner i sine kommentarer og er derfor også en nyttig kilde til bl.a. socialhistorie. Mange senere kommentarer til taler af Cicero har deres fokus på sproget i talerne, hvilket ikke var nødvendigt på Ascosinus' tid omkring 100 år efter, at talerne var blevet holdt. På det tidspunkt kunne man fortsat læse talerne ubesværet.
Et eksempel på en typisk Asconius-kommentar er følgende fra Forsvarstalen for Scaurus (Pro Scauro). Teksten i kursiv er et citat fra Ciceros tale, hvorefter Asconius' kommentar følger. Asconius vil her forklare, hvorfor Scaurus d.æ. blev anklaget.
| Han [Scaurus d.æ.] måtte også underlægge sig en folkedomstol, hvor folketribunen Gnaius Domitius påbegyndte sagen. | Subiit etiam populi iudicium inquirente Cn. Domitio tribuno plebis. |
| Gnaeus Domitius, som var konsul sammen med Gaius Cassius, var som folketribun rasende på Scaurus [d.æ.], fordi denne ikke havde optaget ham i augurkollegiet. Domitius stævnede ham for retten og krævede en straf […] | Cn. Domitius, qui consul fuit cum <C.> Cassio, cum esset tribunus plebis, iratus Scauro, quod eum in augurum collegium non cooptaverat, diem ei dixit apud populum [...] |

### Kommentarernes antal
Asconius skrev med sikkerhed flere kommentarer end dem, vi har fået overleveret, men hvor mange flere er uvist. Det fremgår af referencer inde i kommentarerne til andre kommentarer, der er ikke er overleveret. Marshall har lavet den største fortegnelse over sådanne interne referencer. Følgende er et eksempel på en intern reference:
| Dette er praksis i sådanne taler. Således siger Cicero også i den tale, som han holdt mod Catilina i senatet [...] | Haec consuetudo in ipsis orationibus est: itaque Cicero in ea quoque quam habuit in Catilinam in senatu, ait [...] |

De interne referencer sandsynliggør, at Asconius fx har skrevet en kommentar til Talen mod Catilina I-IV (In Catilinam I-IV) og Forsvarstalen for Sestius (Pro Sestio).
Et andet vidnesbyrd herom er fra Aulus Gellius' Attiske Nætter (Noctes Atticae), hvor det hedder:
| Asconius har mindet os om, at også Fenestella har begået en fejl i denne sag, fordi Fenestella har skrevet, at Cicero holdt Forsvarstalen for Sextus Roscius [Pro Sextio Roscio] som 25-årig. | In qua re etiam Fenestellam errasse Pedianus Asconius animadvertit, quod cum scripserit sexto vicesimo aetatis anno pro Sex. Roscio dixisse. |

Talen Forsvarstalen for Sextus Roscius (Pro Sexto Roscio) fra 80 f.Kr. er en af de første taler, Cicero holdt. Det tyder på, at Asconius oprindeligt har kommenteret talerne kronologisk. Marshall mener derfor, at Asconius langt mere systematisk har kommenteret Ciceros taler end det indtryk, som de overleverede kommentarer giver.
Et tredje vidnesbyrd om, at Asconius havde skrevet langt flere taler, er af yngre dato. Da renæssancehumanisten Poggio genfandt håndskrifterne med Asconius' kommentarer i 1416, skrev han et brev til sin ven Guarinus Veronensis om opdagelsen.
| Desuden har jeg fundet de tre første og halvdelen af fjerde bog af Valerius Flaccus' "Argonautica" og kommentarer, en slags behandling af otte af Ciceros taler af Asconius, en meget velskrivende mand; dem har Quintilian selv omtalt. | Reperimus preterea libros tres primos et dimidiam quarti C. Valerii Flacci Argonauticon et Expositiones tanquam thema quoddam super octo Ciceronis orationibus Q. Asconii Pediani, eloquentissimi viri, de quibus ipse meminit Quintilianus. |

Det vides ikke, hvorfor tre af kommentarerne er forsvundet ud af overleveringen, så der kun er fem kommentarer til vores rådighed i dag og ikke otte, som Poggio skriver om. Lewis antyder muligheden for, at der er sket en fejl.

### Kommentarernes rækkefølge i håndskrifterne
I de moderne tekstkritiske udgaver og i langt de fleste optryk er rækkefølgen af kommentarerne magen til rækkefølgen i håndskrifterne. Der er henvisninger mellem kommentarerne, hvilket peger på, at de oprindeligt har haft en anden rækkefølge, muligvis kronologisk i forhold til hvornår Cicero holdt talerne. Det er ikke muligt at forklare rækkefølgen i håndskrifterne. I en kronologisk orden vil talernes rækkefølge så sådan ud:
- 65 f.Kr. Forsvarstalen for Cornelius (Pro Cornelio)
- 64 f.Kr. Valgtalen i senatet (In senatu in toga candida  (en))
- 55 f.Kr. Talen mod Piso (In Pisonem)
- 54 f.Kr. Forsvarstalen for Scaurus (Pro Scauro)
- 52 f.Kr. Forsvarstalen for Milo (Pro Milone (en))

### Kommentarernes læsere
Målgruppen for Asconius' kommentarer var lærde romere, der interesserede sig for praktisk retorik. Ciceros taler er uden sidestykke de bedste, der skrevet på klassisk latin. Men det er uvist om Asconius' kommentarer oprindeligt var tænkt til offentliggørelse. Der er nemlig to steder i kommentarerne, hvor Asconius henvender sig direkte til sine sønner, så kommentarerne kan være blevet til som et led i sønnernes uddannelse.
| Sønner, I er gamle nok til at man kan forklare, hvad det vil sige at udskille et lovforslag.                          | Quid sit dividere sententiam ut enarrandum sit vestra aetas, filii, facit.                          |
| Men for at jeg mere præcist kan tilfredsstille jeres unge alder, har jeg selv gennemgået Acta for hele denne periode. | Sed ego, ut curiosius aetati vestrae satisfaciam, Acta etiam totius illius temporis persecutus sum. |

Man skulle være mindst 25 år for at deltage i senatsmøderne, så læsning af den største taler fra den romerske republik, nemlig Cicero, kan bl.a. have været sønners forberedelse på en politisk og juridisk karriere. Læsningen har medført en række spørgsmål til indholdet, som kommentarerne besvarer. Hvis kommentarerne på den måde var tænkt som undervisningsmateriale eller er opstået af Asconius' undervisning, forklarer det kommentarernes enkle sprog, opbygning og indhold. Men at skrive værker til sine sønner kan også opfattes som en litterær konvention, hvilket bl.a. Griffin anfører som en mulighed.

## Asconius' kilder til kommentarerne
Asconius anfører ofte sammenlignet med andre antikke forfattere, hvad hans kildegrundlag er og præcis hvorfra i kilderne, han har sine oplysninger. Undertiden anfører han også, at han er uenig med en kilde, og som noget ret enestående for antikke forfattere angiver Asconius i et enkelt tilfælde, at han ikke har kunnet finde oplysninger i en kilde. I mange tilfælde har han benyttet sig af kilder, som vi ellers har meget lidt eller intet direkte kendskab til.
Asconius' væsentligste kilder er:
1. Cicero: Der er tydeligt, at Asconius har haft adgang til selve talerne. Desuden refererer han til et nu tabt værk af Cicero Udfoldelse af min Politik (Expositio consiliorum suorum) og til to af Ciceros retoriske værker: Om taleren (De Oratore (en)) og Om den bedste taler (De optimo genere oratorum (en)). Yderligere har Asconius haft adgang til det nu tabte værk Noter (Commentarii), et værk med noter og notitser mv. til forskellige taler af Cicero, som hans frigivne slave Tiro redigerede og udgav efter Ciceros død. Men det lader ikke til, at Asconius har benyttet sig af Ciceros omfattende brevsamlinger.
2. Acta Senatus (en): Dette er Roms officielle arkiv, som Asconius angiver i seks tilfælde direkte at have benyttet sig af og ikke mindst at have gennemgået en del af systematisk.
3. Fenestella (en): Mindst fem gange nævner Asconius denne romerske historiker, der havde skrevet et annalistisk værk på 22 bind. Flere gange argumenterer Asconius mod Fenestella.
4. Livius: To gange nævner Asconius Livius som kilde. Livius havde skrevet historieværket Fra Roms grundlæggelse (Ab urbe condita) i 142 bøger.
5. Sallust: Asconius nævner en enkel gang Sallust, sandsynligvis i forhold til hans værk Historier (Historiae). Til gengæld lader det ikke til, at Asconius har brugt værket Den catilinariske sammensværgelse (De coniuratione Catilinae) til sin kommentar Valgtalen i senatet (In senatu in toga candida).
6. Tiro (en): Ciceros frigivne slave skrev en biografi om Cicero (Vita Ciceronis), som Asconius har brugt som baggrund.

## Andre værker af Asconius
Udover de fem kommentarer er der tegn på, at Asconius har skrevet en række andre værker.
Et værk om alderdom: I Plinius den ældres Naturhistorie (Naturalis Historia) antydes det, at Asconius skulle have udarbejdet et værk om alderdom.
| Asconius Pedianus er ophavsmanden til, at Sammulla også har levet i 110 år. | Sammullam quoque CX vixisse auctor est Pedianus Asconius |

Et forsvar af Vergil: Donat (en) skrev en Vergil-bibliografi omkring midten af det 4. århundrede og kommer her ind på tidligere værker om Vergil:
| Asconius Pedianus fremlagde netop i en bog, som han skrev mod Vergils kritikere, enkelte kritikpunkter mod Vergil særligt i forhold til historien, og at Vergil havde hentet det meste fra Homer. | Asconius Pedianus libro, quem contra obtrectatores Vergilii scripsit, pauca admodum obiecta ei proponit eaque circa historiam fere et quod pleraque ab Homero sumpsisset. |

Biografi af Sallust:
En kommentator til Horats kaldet pseudo-Acron fra det 10. århundrede skriver, at Asconius havde skrevet en biografi om Sallust. Selve citatet fra Horats er i kursiv.
| Han blev pisket til døde [...] Sallust siges at være blevet pisket til døde af Milo, da han var blevet fanget i utroskab med Fausta, Sullas datter. Ham omtaler Asconius Pedianus i sin biografi om Sallust. | Ille flagellis ad morten caesus [...] Sallustius enim Crispus in Faustae, Sullae fillae, adulterio deprehensus ab Annio Milone flagellis caesus esse dicitur: quem Asconius Pedianus in uita eius significat. |

## Pseudo-Asconius
Der er sammen med de øvrige kommentarer også overleveret kommentarer til en del af Ciceros De verrinske taler (In Verrem (en)). Man har tidligere regnet med, at de også var skrevet af Asconius. Men efter moderne filologers vurdering er kommentarerne til De verrinske taler (In Verrem) ikke er skrevet af Asconius, men af en middelalderlig kommentator fra 4. eller 5. århundrede. Det var den danske filolog J.N. Madvig, der som den første udskilte kommentaren til De verrinske taler (In Verrem) fra de øvrige fem kommentarer.

## Poggios fund af Asconius-kommentarerne i St. Gallen-klostret
Alle overleverede håndskrifter til Asconius' kommentarer kan føres tilbage til fundet af et enkelt håndskrift i den dengang lille sydtyske by St. Gallen i sommeren 1416 af renæssancehumanisterne Poggio Bracciolini, Bartolomeo da Montepulciano og Agapito Cencio.
Poggio arbejdede som embedsmand i pavens Curie i Rom. Helt i tidens ånd interesserede han sig for antikken og herunder særligt for studiet og indsamlingen af hidtil ukendte antikke håndskrifter. Poggio fik i 1416 en mulighed, der skulle vise sig at være enestående, for at indsamle sådanne håndskrifter i et område, Sydtyskland, der endnu ikke i særlig grad var påvirket af Mellemitaliens renæssance og interesse for antikken.
Poggio drog i 1416 til den sydtyske by Konstanz, hvor der var indkaldt til kirkemøde for at bilægge den kirkelige strid, der gik på, at der var flere konkurrerende paver. Mødet i Konstanz kom efter et mislykket kirkemøde i Pisa i 1409, hvis formål også havde været at bilægge striden, men kirkemødet i Pisa havde blot medført, at en tredje pave var blevet valgt. Paverne i Rom og Avignon ville alligevel ikke træde tilbage til fordel for den nyvalgte Pisa-pave. Den nye tredje pave i Pisa blev Johannes XXIII, der havde været kardinal i Rom. Da han skulle oprette sin nye curie i Pisa, tog han dygtige embedsmænd såsom Poggio med sig.
Kort efter at mødet i Konstanz i 1416 var begyndt, afsatte kirkemødet Johannes XXIII, men der gik yderligere to år, før en ny pave blev valgt, og striden endeligt blev bilagt. Efter Johannes XXIII’s afsættelse befandt Poggio sig i Sydtyskland uden nogen forpligtigelser længere. Han brugte derfor tiden til at afsøge områdets klostre for sjældne håndskrifter, også klosteret i St. Gallen. I et brev til sin ven Guarinus Veronensis, skriver Poggio følgende om klostret i St. Gallen:
| 20 romerske mil fra denne by [Konstanz] ligger klostret St. Gallen. Derfor tog nogle stykker af os derhen for at slappe af og se nærmere på de bøger, som man sagde, at der var mange af. Blandt en meget stor samling af bøger, som det ville være for omstændeligt at gennemgå, fandt vi dertil en uskadt og hel Quintilian-tekst, der dog var fuld skimmel og beskidt af støv. Bøgerne var nemlig ikke i biblioteket, som bøgernes værdi krævede, men i det fæleste og mørkeste fangehul under et tårn. Et sted hvor man ikke engang man ville kaste dødsdømte ned. | Est autem Monasterium Sancti Galli prope urbem hanc mil. pas. XX. Itaque nonnulli animi laxandi et simul perquirendorum librorum, quorum magnus numerus dicebatur, gratia eo perreximus. Ibi inter confertissimam librorum copiam, quos longum esset recensere, Quintilianum comperimus adhuc salvum et incolumem, plenum tamen situ et pulvere squalentem. Erant enim non in Bibliotheca libri illi, ut eorum dignitas postulabat, sed in teterrimo quodam et obscuro carcere, fundo scilicet unius turris, quo ne capitalis quidem rei damnati retruderentur. |

Klosteret havde i 13. og 14. århundrede været et væsentligt politisk og akademisk center og dertil et meget rigt kloster med store jordbesiddelser. Men klostret var på Poggios tid inde i en længere nedgangsperiode pga. krige i området og dårlig ledelse, hvilket betød at opbevaringen af håndskrifterne var blevet nedprioriteret. Poggios enestående fund af håndskrifter i St. Gallen indbefattede udover Asconius også tekster af vigtige antikke forfattere såsom Quintilian og Tacitus.

## Håndskrifternes slægtskab
Det ældste kendte håndskrift med Asconius' kommentarer blev fundet i 1416 i byen St. Gallen. Dette håndskrift er opkaldt efter byens latinske navn "Sangellensis". Men for at markere at håndskriftet ikke eksisterer længere, bruger man et græsk bogstav. I dette tilfælde bogstavet sigma Σ, som svarer til et S i det latinske alfabet.
Alle 31 overleverede håndskrifter er afskrifter af håndskriftet Σ. Allerede samme år det blev fundet, lavede både Poggio og Bartolomeo da Montepulciano hver deres afskrift (henholdsvis håndskriftet P og μ), og Sozomeno tog sin afskrift året efter i 1417, kaldet S. Hver af disse tre afskrifter er igen blevet afskrevet og udgør hver sin "familie" i stemmaet over håndskrifterne til Asconius.
Herunder præsenteres de enkelte håndskrifter opdelt i de tre "familier" evt. med et link til de digitaliserede udgaver af håndskrifterne eller en beskrivelse af håndskriftet fra den institution, som opbevarer det.
Σ = Codex Sangallensis Ud fra de beskrivelser af bl.a. skrifttypen, der er overleveret, mente Kiessling (en) og Schöll (en), at håndskriftet Σ er en afskrift fra det 9. århundrede. Håndskriftet var, da det blev fundet i 1416, i en meget dårlig stand, hvilket gjorde det svært at afskrive.
1) S = Codex Pistoriensis, Forteguerri A 37 Afskriften som Sozomenus tog i 1417. Der findes dog en anden opfattelse af håndskriftet, der er fremsat af den italienske filolog Sabbadini. Han mente, at Sozomenus ikke selv havde direkte adgang til håndskriftet Σ, men at han afskrev en afskrift af håndskriftet Σ, der skulle være udarbejdet af en for os ukendt afskriver. Sabbadini baserer sin teori på kolofonen i håndskriftet, hvor der står, at afskriveren selv var med til at finde håndskriftet, hvilket Sozomenus ikke kan have været, da han først ankom til Konstanz i 1417.
- g = Codex Vaticanus Ottobonianus Latinus 1322[50]
- s = Codex Parisinus Latinus 7833[51]

2) P = Matritensis 8514 (tidligere X.81) Der er i dag bred enighed om, at dette håndskrift er den afskrift som Poggio selv tog i 1416. Tidligere har man ment, at dette var en afskrift af den afskrift, som Poggio lavede. Der er i håndskriftet noter og marginalkommentarer fra flere forskellige personer, der betegnes som P2. Håndskriftet er udførligt beskrevet i en artikel af Giarratano.
- o = Codex Oxoniensis, Bodeian Library, Canonici Miscellaneous 217[55]

- v = Codex Vaticanus, Archivio di San Pietro H 12[56]

- f = Codex Pistoriensis Fabronianus 150[57]
- p = Codex Parisinus lat. 7832[58]
- d = Codex Vaticanus Barberius Latinus 131[59]

3) Μ = Bartolomeo da Montepulciano lavede sin egen afskrift i sommeren 1416, men denne er nu gået tabt. Bemærk, at håndskriftet betegnes med det græsk bogstav Μ, som ligner det store latinske bogstav M.
- M = Laurentianus LIV.5[60]

Hertil kommer en række yngre håndskrifter, som ikke indgår i stemmaet, og som alle er beslægtet med håndskriftet P.
- Additional Manuscripts 24894[63]

- Codex Bodmer 186[64]

- Codex Urbinus Latinus 317[65]

- Codex Vindobonensis 26 (kaldet Codex Latinus 427 på Det Ungarske Nationalmuseum)[66]

- Collectie Bibliotheca Publica Latina 222[67]

- Harley Manuscript 5238[68]

- Holkham Hall 392[69]

## Editionshistorie
Den første trykte udgave, editio princeps (en), af Asconius' kommentarer kom i 1477 i Venedig. Denne udgivelse af Asconius er en direkte kopi af håndskriftet Codex Barberianianus Latinus 131. Udgivelsen var et trebindsværk med Cicero-kommentarer, hvoraf Asconius' kommentarer udgjorde en mindre del. De øvrige kommentarer var ikke fra antikken, men skrevet af samtidige kommentatorer. Den mest omfattende, men dog ikke komplette, optegnelse over udgivelser finder man hos Flambard, og det er hans arbejde, der ligger til grund for opgørelsen her.

### Inkunabler
| Trykkested og udgivelsesår | Udgiver/ redaktør                     | Bemærkning                                                       |
| Venedig 1477               | Hieronymus Squarzaficus Alexandrinuss | Teksten i editio princeps er et direkte optryk af håndskriftet d |
| Venedig 1492/1498          | Christophorus de Pensis de Mandello   | Optryk af 1477-udgaven. Publikationsdateringen er usikker        |
| Milano 1493                | Léonard Pachel                        | Optryk af 1477-udgaven                                           |

### Udgivelser i 16. årh.
| Trykkested ogudgivelsesår | Udgiver/redaktør               | Bemærkning                                                           |
| Firence 1519              | Antonius Francinus Varchiensis | Optryk af 1477-udgaven                                               |
| Paris 1520                | Beraldus Aurelius              | Optryk af 1477-udgaven med tekstrettelser                            |
| Venedig 1522              | Franciscus Asulanus            | Optryk af 1519-udgaven, men med et nyt layout                        |
| Haag ca. 1530             | Philipp Melanchthon            | Optryk af 1520-udgavens tekst, men layout inspireret af 1522-udgaven |
| Strasbourg 1535           | Philipp Melanchthon            | Optryk af 1530-udgaven                                               |
| Paris 1536                | Jacques Loys                   | En ny tekst med håndskrifter fra P-familien                          |
| Venedig 1547              | Paulus Manutius (en)           | En ny tekst med håndskrifter fra P-familien                          |
| Lyon 1551                 | François Hotman                | En ny tekst inspireret af 1536- og 1547-udgaverne                    |
| Venedig 1553              | Paulus Manutius (en)           | Optryk af 1447-udgaven                                               |
| Venedig 1563              | Paulus Manutius (en)           | Optryk af 1447-udgaven                                               |
| Köln 1578                 | Titus von Popma                | Ny udgave inspireret af 1551-udgaven                                 |

### Udgivelser i 17. årh.
| Trykkested og udgivelsesår | Udgiver/redaktør           | Bemærkning                                 |
| Köln 1621                  | Anton Hierat               | Blanding af 1551-, 1563- og 1578-udgaverne |
| Leiden 1644                | Franciscus Hack            | Optryk af1551-udgaven med rettelser        |
| Leiden 1675                | Franciscus Hack            | Optryk af 1644-udgaven                     |
| Leiden 1692                | Jakob Gronovius            | Janus Gruter udarbejdede en ny tekst       |
| Leiden 1698                | Thomas-Théodore Crusius    | Optryk af 1551-udgaven                     |
| Amsterdam 1699             | Johann Georg Graevius (en) | Ny udgave inspireret af 1551-udgaven       |

### Udgivelser fra 18. og 19. århundrede
I denne periode udkom Ascosinus' kommentarer kun i forbindelse med større udgivelser af Ciceros mange værker og ikke som et selvstændigt værk.
| Trykkested og udgivelsesår | Udgiver/redaktør           |
| Amsterdam 1724             | Isaacus Verburgius         |
| Napoli 1788                | Gasparo Garatoni           |
| Milano 1817                | Angelo Mai (en)            |
| Leipzig 1814-1823          | Christian Gottfried Schütz |

### Tekstkritiske udgaver
Der er i alt udarbejdet fem moderne tekstkritiske udgaver af Asconius' kommentarer. Clarks tekstkritiske udgave fra 1907 er den mest læste og refererede. Det er desuden den, som er lagt til grund for oversættelserne. Der findes flere steder i litteraturen, hvor en ny tekstkritisk udgave er ønsket til erstatning for Clarks udgave. Ward skriver fx: "[...] as is fervently to be hoped, a modern text of Asconius should be produced[...]". Ønsket skyldes bl.a., at håndskrifternes slægtskab ikke er fuldt ud klarlagt. Forskellen mellem de eksisterende tekstkritiske udgaver ligger i deres forståelse af håndskrifterne og dermed de forskellige håndskrifters troværdighed.
Baiter (en) og  Orelli  (en) 1833: Denne udgave er i moderne forstand ikke en egentlig tekstkritisk udgave. Udgaven bygger alene på afskrifter af håndskriftet P og inddrager i stort opfang historiske optryk af kommentarerne. Men udgaven er et vigtigt led i forskningen og interessen for Asconius.
Kiessling (en) og Schöll  (en) 1875: Dette var den første moderne tekstkritiske udgave af kommentarerne. Udover de to forfattere var filologer som J.N. Madvig, Mommsen og Bücheler involveret i arbejdet. Mens Baiter og Orelli kun havde afskrifter af håndskrifter P til deres rådighed, havde Kiessling og Schöll adgang til håndskrifterne M og S, som i mellemtiden var dukket op fra forskellige biblioteker og samlinger. Dog var deres vurdering af de to håndskrifter forskellig fra senere tekstkritiske udgavers. De mente, at Poggios egen afskrift af håndskriftet Σ var gået tabt, og håndskriftet P i Madrid blot var en simpel afskrift af Poggios. De vurderede derfor, at håndskriftet P havde lige så stor troværdighed som håndskriftet M. Dette håndskrift er som bekendt heller ikke en direkte afskrift af håndskriftet Σ. De baserede derfor mange af deres læsninger på håndskriftet S, som de mente var en direkte afskrift af håndskriftet Σ.
Clark 1907: Teksten kom som en OCT-udgave og er den mest læste og den eneste udgave, der har ligget til grund for oversættelse. I forordet argumenterer Clark overbevisende for, at håndskriftet P er Poggios egen afskrift. Han anser derfor håndskiftet P som mere lødigt end håndskrifterne M og S, da han mente, at disse håndskrifter ikke var en direkte afskrift af håndskriftet Σ. Som sammenfatning hedder det i den anonyme anmeldelsen fra "Hermathena": This volume [...] is quite certain to be acknowledged as the definitive edition of Asconius, at least until some new and most important manuscript comes to light - a contingency not very likely to happen".
Stangl (en) 1912: Udover Asconius' kommentarer indeholder denne udgave også kommentaren af Pseudo-Asconius og dertil en lang række arbejder af efterantikke kommentatorer til Ciceros taler. Udgaven skiller sig ud fra Clarks udgave, idet den i flere tilfælde foretrækker læsninger fra håndskriftet S frem for håndskriftet P. Stangl mente nemlig, at Poggio i flere tilfælde selvstændigt havde rettet i sin afskrift i forhold til forlægget håndskriftet Σ for at forbedre teksten. Udgaven besidder betydelige kvaliteter,, og i Clarks anmeldelse hedder det bl.a.: "Stangl's stately volumen is indispensable to all serious students of Cicero".
Giarratano 1920: Da Giarratano udgiver sin tekstkritiske udgave, er han som Clark blevet overbevist om, at håndskriftet P er Poggios egen afskrift, men han fastholder, at Sozomenus, som lavede håndskriftet S, ikke havde direkte adgang til Σ. Clark skriver følgende i sin anmeldelse: "A modern editor cannot hope to add much that is novel, and must be content to pick and choose among suggestions which have been made already. In this department Giarratano shows himself eminently sane and conservative". Clarks vurdering af Girrantanos udgave som en, der er redelig, men ikke bringer væsentligt nyt, bliver delt af Ward i dennes anmeldelse. Reubel synes dog at foretrække Giarratano frem for de øvrige udgaver.

## Moderne kommentarer til Asconius
Der findes tre kommentarer, der dækker alle Asconius' kommentarer. De forholdsvis få kommentarer kan skyldes det vanskelige i at kommentere en kommentar.
Flambard 1975: I artiklen Quinti Asconii Pediani Commentarii har Flambard skrevet en mindre kommentar til Asconius-teksterne. Kommentaren skulle udgives i Budé-serien, hvilket ikke lader til at være sket. De to senere kommentar har ikke gjort brug af Flambards arbejde.
Marshall 1985: Marshalls kommentar er en bearbejdning af hans doktorafhandling fra 1978. Bogen er delt i to dele, hvor første del er en introduktion og en behandling af rækkefølgen af, formålet med og kilderne til Asconius' kommentarer samt overvejelser over Asconius' troværdighed. Anden del er så selve Marshalls egne kommentarer.
Anmeldelserne er gennemgående positive. Værket bliver fx betegnet som:"[...] M. has conferred a benefit on all readers of Asconius" og "Students and Scholars intersted in Cicero and Roman republican history are bound to welcome the detailed an up-to-date study of Asconius". Flere anmeldere roser desuden Marchall for at have skrevet den første store kommentar til Asconius: "[...] for a long time there has been a need for a modern historical commentary on Asconius' work" og "This commentrary on Asconius fills a gap". Men der er et gennemgående emne, som anmelderne forholder sig til kritisk til, nemlig Marshalls opfattelse af Asconius' troværdighed, der er et opgør med den hidtidige forskningstradition og har medført de forholdsvis mange anmeldelser. Marshalls hovedpointe er, at Asconius langt fra er så pålidelig, som han regnes for at være af mange moderne filologer og historikere. Selv formulerer Marshall problematikken omkring Asconius' troværdighed således: "Since Madvig's treatise on Asconius some 150 years ago, which fixed for modern scholars the commentator's reputation for accuracy and reliability, no one has made a full scale attempt to impugn the reputation". Marshall mener altså, at forskningen i Asconius mangler et opgør med Madvigs syn på Asconius. Konkret oplister Marshall 67 fejl og misforståelser i Asconius' kommentarer. Hertil anfører Vanderbroeck, Ramsey og Alexander bl.a., at fejlene ikke ændrer hovedindtrykket af Asconisus' troværdighed.

## Oversættelse af Asconius
De væsentligste oversættelser af kommentarerne er to komplette oversættelser og dertil en oversættelse af en enkel kommentar til engelsk.
Squires 1989: En dobbeltsproget udgave med Clarks tekst. Værket indeholder en kort introduktion, en introduktion til hver af kommentarerne, enkelte realkommentarer, berigtigelser af Asconius' åbenlyse fejl og forklaringer på svært oversættelige latinske gloser. De få kommentarer til fordel for den latinske tekst, som de fleste læsere ikke vil kunne forstå, gør den ifølge Seager uegnet som et anvendeligt redskab til studiet af den romerske republik. Men det er særligt oversættelsens kvalitet, som Seager kritiserer. Han skriver i sin anmeldelse: "His [Squires] work might still have retained some value, if only the translation could be relied upon. Such, alas, is far from the case". Ruebel er dog mildere i sin anmeldelse.
John Paul Adams 1996: En oversættelse af kommentaren til Forsvarstalen for Milo (Pro Milone) som er publiceret online og ikke anmeldt.
Lewis 2006: En dobbeltsproget udgave med Clarks tekst som er udkommet i serien "Clarendon Ancient History Series". Værket er udgivet posthumt i 2006 af Lewis' kollegaer fra University of Edinburgh med tilføjelser i introduktionen og tilføjelse af den latinske tekst. Udover oversættelsen nåede Lewis at udarbejde en stor kommentar til teksten, en forklaring af vanskeligt oversættelige latinske gloser og et indeks over personer. Grundliggende er anmelderne Ramsey og Evans positive, særligt i forhold til oversættelsen, der vurderes til at være betydeligt bedre end Squires'. Ramsey skriver fx "The translation is highly readable and at times even elegant". Ramsey beklager dog introduktionen, der i forhold til det øvrige værk er selvmodsigende og indeholder alvorlige fejl. Evans anerkender i sin anmeldelse fejlene i det endelige værk, men skriver om dem: "It may appear that too much attention has been paid to a very few, even trifling, negative aspects of this valuable work".
Rodgers 2002: En oversættelse af kommentaren til Valgtalen i senatet (In seneta in toga candida) som er publiceret online og ikke anmeldt.